# 圣玛策禄堂

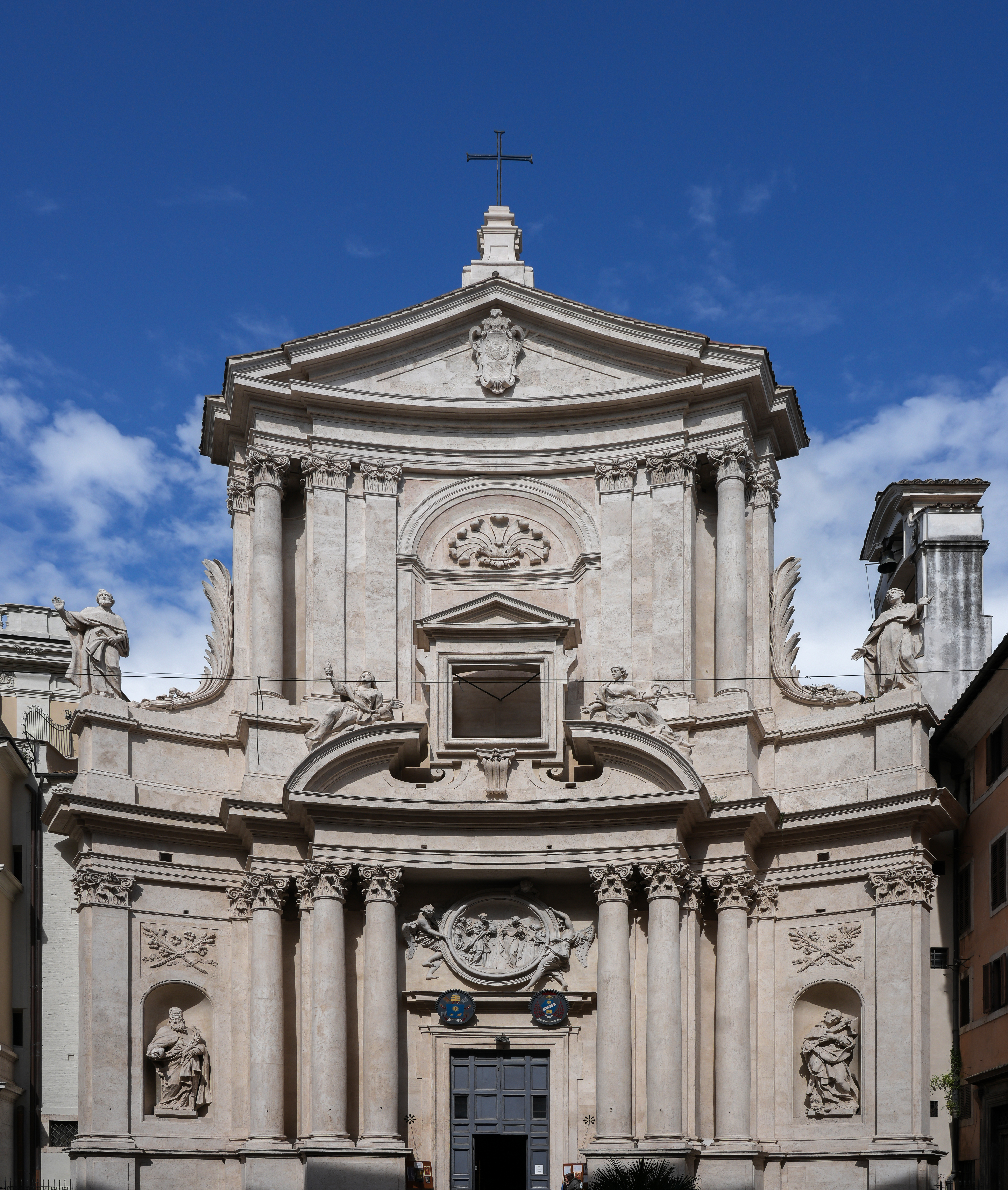
豐塔納的立面

圣玛策禄堂（San Marcello al Corso）是意大利罗马的一个罗马天主教领衔堂区，为枢机驻地，位于圣玛策禄广场5号。
该堂供奉教宗玛策禄一世，位于科尔索路（在古代名为拉塔路，via Lata），拉塔路圣母堂对面。

## 历史
相传该堂就兴建在教宗玛策禄一世被关押的地点。1519年5月22日，该堂毁于大火。1527年罗马遭劫掠，兴建新堂受阻。直到1592–1597年才由豐塔納完成了立面。

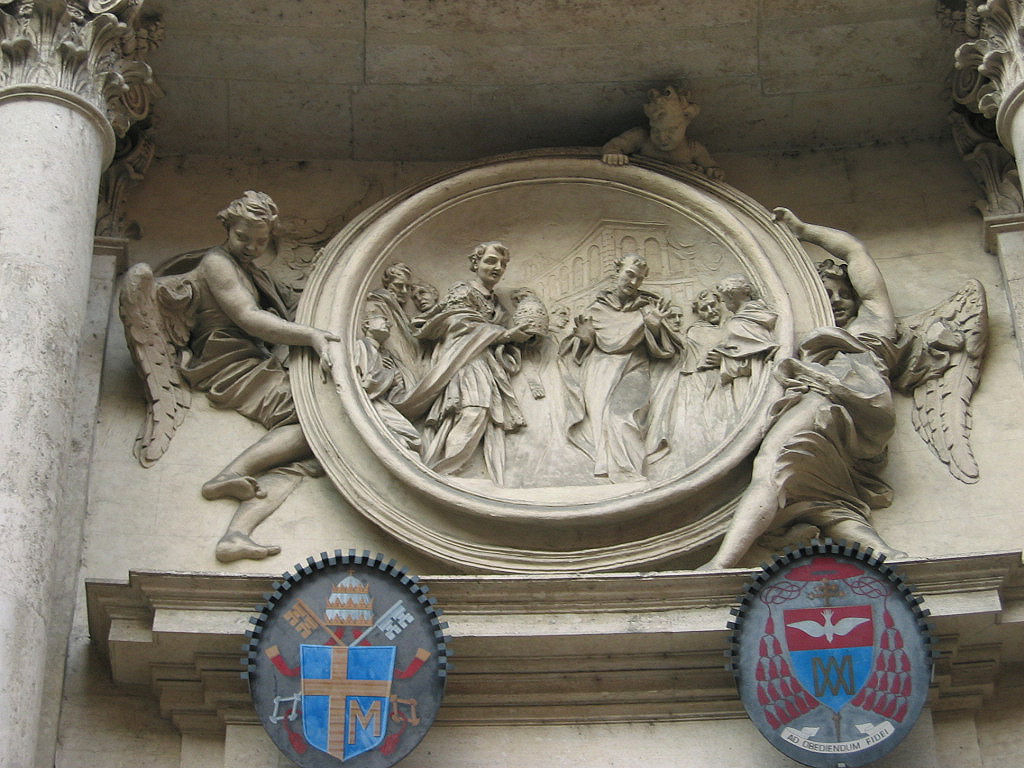

正祭台下装饰有十二世紀的砌石工藝（opus sectile），保存圣玛策禄等圣人的聖髑。
该堂自1369年以来一直由圣母忠仆会管理。